# 電波系彼女
《電波系彼女》（電波的な彼女（でんぱてきなかのじょ））是片山憲太郎的出道作，山本大和插畫的輕小說。Super Dash文庫發行。和作者的另一作品《紅》具有相同世界觀。
2006年這本輕小說最厲害！讀者票選第11名作品，日本集英社第３屆Super Dash小說新人獎佳作得獎作品。
當片山憲太郎在以電波系彼女參加日本集英社第３屆Super Dash小說新人獎時用的書名是，使用的筆名則是片山大介。

## 劇情簡介
不良少年柔澤十突然被一名未曾謀面的少女墮花雨宣誓效忠，儘管少女奇異的言行讓他不勝其擾，但是因為對方真摯的態度又讓十感覺漸漸能接受。這時發生在十身邊的不明連續殺人案開始將被害人的名單擴及至十班上的同學……

## 登場人物

### 主要角色
柔澤 十（Juzawa Ju）
CV:細谷佳正
染著金髮的不良少年，就讀櫻霧高中二年十三班。由於小時候環境的影響，他選擇扮演不良少年想過著墮落的生活，然而其實他並沒有辦法真的成為不良少年，故十極度厭惡自己半調子的個性。自幼因為常和有如鬼神般強大的母親打架，故練成耐打的身體而且有驚人的回復力。雖然個性有點彆扭但是實際上卻正直又充滿正義感。被墮花雨宣示效忠後開始遇上許多奇異的事件。
墮花 雨（Ochibana Ame）
CV:廣橋涼
就讀櫻霧高中二年級，因為成績優異被編在升學班。深信自己前世和十有羈絆而向他宣示效忠，開始時受到十嚴重抗拒，後來漸漸被接受而允許她伴隨身旁。喜歡動畫和漫畫，可以說是御宅族。雖然只要關係到十就變得像是個不可理喻的電波女，然而充滿理性和智慧的表現也使得十變得越來越依賴她。對任何事物都抱持淡薄的感情，對於十也沒有很明顯表現出戀愛或是嫉妒的感情。但是從十騙她說和雪姬交往時的失望和後來知道真相後的放心態度來看，至少還是有著相當的感情。她的姓氏「墮花」雖然是作者的另一作品「紅」中出現的「裏十三家」其中之一，但墮花雨本人和「裏十三家」的關係不明。個子雖然嬌小，但是卻是個靠著自學的防身術將大部分對手不花力氣解決的高手。平常留著超長瀏海將臉(特別是眼睛)遮住，撥開瀏海後的相貌卻是讓十極度驚嘆的美人。
斬島雪姬（Kirishima Yukihime）
CV:中原麻衣
雨和圓的朋友，和圓同樣就讀同一所學校。看起來開放的她實際上卻是守身如玉，性格開朗明亮，似乎對十抱有好感經常拉著他東奔西跑。和雨同樣是御宅族，但是又多了角色扮演的嗜好。本身是個高度的快樂主義者，對於世界上的人事物都是用喜歡與否來判斷，對於不喜歡的人或事立刻表現出厭惡的態度。只要拿到刀或銳利物會出現另一個人格，不管是給人的感覺或是口氣都變得極度冷靜，每當十想要和她認真談事情都會把刀交給她。綁在頭上的白色緞帶是她的標誌。她的姓氏「斬島」雖然是作者的另一作品「紅」中出現的「裏十三家」其中之一，但斬島雪姬本人和「裏十三家」的關係不明。
圓堂 圓（Endou Madoka）
CV:齋賀觀月
雨和雪姬的朋友，和雪姬就讀同一所高中。對十態度冷淡，不過這是單純對於男性的不信任感而非針對本人。和雨、雪姬同樣是御宅族。在學校隸屬於空手道社，擁有極強大的戰鬥能力。她似乎擁有相當強大的背景，能夠從警察那邊獲得內部資料，只是本人對這事不太常提起。她的姓氏「圓堂」雖然是作者的另一作品「紅」中出現的「裏十三家」其中之一，但圓堂圓本人和「裏十三家」的關係不明。
墮花 光（Ochibana Hikaru）
CV:吉住梢
雨的妹妹，和雨不同，是個充滿活力的陽光美少女。對於騙了姊姊(光自己認為)的十毫不留情地拳打腳踢。然而後來隨著認識十誠實的本質後漸漸變得沒有那麼排斥對方。個性極度傲嬌，有著深度的戀姊情結，對於雨的種種妄想都能善意解釋成單純愛作夢而已。她的姓氏「墮花」雖然是作者的另一作品「紅」中出現的「裏十三家」其中之一，但墮花光本人和「裏十三家」的關係不明。

### 次要角色
柔澤紅香（Juzawa Benika）
柔澤十的母親，作風強硬，在作者的另一作品《紅》中有出現。
紗月美夜（Satsuki Miya）
CV:小林優
在《電波系彼女》中登場，十的同班同學，個性明快開朗在班上極受歡迎，也是十在班上少數親近的人。
藤嶋香奈子（Fujishima Kanako）
CV:佐藤朱
在《電波系彼女》中登場，十的同班同學，有著極度認真嚴謹的個性，在班上擔任班長。曾經因為和十發生爭執而和雨產生衝突，然而心底卻對沒有嘲笑自己的十抱有好感。
鏡味櫻
在《電波系彼女 ~愚昧者的選擇~》中登場，在電器街出現的小女孩，被「挖眼魔」奪走雙眼而失明，因此讓十決心找出「挖眼魔」。
草加聖司
在《電波系彼女 ~愚昧者的選擇~》中登場，「挖眼魔」的第一個受害者草加恵理的叔父，對偶然遇見的雨抱著執著。
白石香里（Shiraishi Kaori）
CV:植田佳奈
在《電波系彼女 ~幸福的遊戲~》中登場，是十所就讀的學校的學生會會長，聲望很高。
綾瀨一子（Ayase Ichiko）
CV:小清水亞美
在《電波系彼女 ~幸福的遊戲~》中登場，是十所就讀的學校的學生會副會長。
廣瀨奈緒（Hirose Nao）
CV:喜多村英梨
在《電波系彼女 ~幸福的遊戲~》中登場，因為某種原因陷害十讓他蒙受不白之冤的女高中生。
伊吹秀平
在《電波系彼女 ~幸福的遊戲~》中登場，雪姬和圓所就讀的高中的空手道社社員，光的暗戀對象。

## 書籍一覽

### 日文版
1. ISBN 4-08-630206-3
2. ISBN 4-08-630230-6
3. ISBN 4-08-630247-0

### 中文版
1. 電波系彼女  ISBN 978-986-156-851-5
2. 電波系彼女 ~愚昧者的選擇~ ISBN 978-986-156-900-0
3. 電波系彼女 ~幸福的遊戲~ ISBN 978-986-156-943-7

## 動畫
2009年5月1日，以紅漫畫版第三集限定版隨附動畫DVD形式發售。
動畫DVD第二彈於2009年12月4日以紅漫畫版第四集限定版隨附動畫DVD形式發售。
- 紅 Kure-nai(動畫「電波系彼女」DVD隨附版) ISBN 978-4-08-908098-6 (2009年5月1日發售)
- 紅 Kure-nai(動畫「電波系彼女 ~幸福的遊戲~」DVD隨附版) ISBN 978-4-08-908106-8 (2009年12月4日發售)

### 製作人員
- 原作：片山憲太郎
- 原作插畫：山本大和
- 監督：神戶守
- 系列構成、腳本：吉野弘幸
- 角色設計：田中ちゆき
- 美術監督：伊藤聖
- 音響監督：清水聖則
- 音樂：kaji:m
- 動畫製作：Brain's Base

### 主題曲
片尾曲
- 「太陽」（第1話）

作詞：kiku
作曲：真
歌：テノヒラ
- 「door」（第2話）

作詞：ぺイピー
作曲：一休
歌：Rumika
插入曲
- 「CO2」（第2話）

作詞：ASAMI
作曲：KANON（ASAMI、JIMBO HIROHITO）
編曲：JIMBO HIROHITO
歌：ASAMI
- 「桜吹雪」（第2話）

作詞：ASAMI
作曲：KANON（ASAMI、JIMBO HIROHITO）
編曲：JIMBO HIROHITO
歌：ASAMI

## 外部連結
- 電波的な彼女 （日語）
- アニメDVD 電波的な彼女  （日語）
- アニメDVD 第二弾 電波的な彼女 〜幸福ゲーム〜 （日語）